# Alicia Aller
Alicia Irene Aller (Rosario, 11 de noviembre de 1940 - Buenos Aires, 9 de diciembre de 2008) fue una ex vedette y actriz argentina  de cine, teatro y televisión.

## Trayectoria
En su primera infancia se mudó con su madre y sus hermanos desde su Rosario natal hasta Buenos Aires. Vivieron en un inquilinato de clase baja. Estudió teatro con muchos directores porteños, como Ernesto Arancibia (cuando ella tenía 11 años de edad). Su carrera comenzó a principios de los años 1970, cuando egresó del Conservatorio Nacional de Arte Dramático (de Buenos Aires). Asistió como oyente en el Seminario Internacional Actor’s Studio y en el seminario de dirección del director italiano Giorgio Strehler. También estudió con Agustín Alezzo y Augusto Fernandes.

«Hacer teatro es mi forma de que la gente me quiera. En un escenario casi siempre me siento segura. Allí construí un espacio donde no tengo vergüenza de calzar 40 o de tener manos enormes.»

## Obras[1]

### Teatro
- 1972: La lección de anatomía (de Carlos Mathus).
- Arlequino, servidor de dos patrones (de Carlo Goldoni), protagonizada por Ulises Dumont (quien fallecería 10 días antes que ella, el 30 de noviembre de 2008).
- Las lágrimas amargas de Petra von Kant (de R. W. Fassbinder), por la que recibió el premio Moliére.
- 1974: La loca de la colina de Caballito
- La loca de Chaillot.
- Vidas privadas
- Caídos del cielo.
- Desnudar el alma
- La importancia de ser Franco (de Oscar Wilde)
- Lo de la Susy
- 1979: La señorita Margarita
- 1983: La reina de corazones
- 1986: Amor desenfrenado
- 1986: Las lágrimas amargas de Petra Von Kant
- 1994: Interviú
- 1998: Greek (a la griega)
- 2000: El prisionero de la segunda avenida
- 2001: La ropa por la borda
- 2003: Acaloradas
- 2004: Tengamos el sexo en paz
- 2005: Común de mesa
- 2007: Suegras, nueras, cuñadas

### Cine
- 1975: Los chantas (dirigida por José Martínez Suárez): Hilda.
- 1979: Este loco amor loco.
- 1986: Otra historia de amor (dirigida por Américo Ortiz de Zárate).
- 1987: Revancha de un amigo (dirigida por Santiago Carlos Oves): Enriqueta.
- 1989: Últimas imágenes del naufragio (dirigida por Eliseo Subiela): la esposa.
- 1989: Isla se alquila por hora (dirigida por Roberto Sena y Néstor Robles.
- 1989: Y... Dónde está el hotel? (dirigida por Julio Laffont).
- 1989: Expertos en tetología (dirigida por Julio Laffont).
- 2004: Historias breves (IV): corto «Avant Premier».
- 2008: Ningún amor es perfecto (dirigida por Pablo Sofovich), con Diego Olivera, María Rosa Fugazot y Patricia Sosa.
- 2009: Andrés no quiere dormir la siesta: Martha.

### Televisión
- 1979: Novia de vacaciones (por Canal 13): Betiana.
- 1979: Profesión, ama de casa (por Canal 9): Úrsula.
- Alta comedia
- Teatro como en el teatro
- 1980: El coraje de querer (por Canal 9): Elisa.
- 1982/1983: Nosotros y los miedos (por Canal 13).
- 1983: El teatro de Irma Roy (por Canal 9).
- 1984: Alguien como usted (por Canal 13).
- Ciclo de teatro universal
- 1984: Lucía Bonelli (por Canal 11)
- 1985: Marina de noche (por Canal 13)
- 1987: Como la hiedra (por Canal 9): Dorotea.
- 1987: Estrellita mía (Graciela) (por Telefé).
- 1987: Hombres de ley (Cecilia) (por ATC).
- 1989: Las comedias de Darío Vittori (episodio n°13:Profecías son profecías): Asunción
- 1990: Socorro quinto año (por Canal 9): madre de Claudia
- 1991/1993: La banda del Golden Rocket (por Canal 13).
- 1992: El oro y el barro (por Canal 9):
- 1992: Soy Gina (por Canal 13): Celina
- 1994: Montaña rusa (por Canal 13).
- 1994: Para toda la vida (por Telefé).
- 1994: Poliladron (por Canal 13).
- 1995/2001: Chiquititas.
- 1996: El último verano (por Canal 13).
- 1998: Como vos & yo (por Canal 13).
- 1998: ¿Son o se hacen? (por Canal 9).
- 1998/1999: La nocturna (por Canal 13).
- 1999: La mujer del presidente (por Telefé).
- 2000: Luna salvaje (Angélica) (por Telefé).
- 2000: Primicias (por Canal 13): Ángela
- 2002: Máximo corazón (por Telefé): Beatriz
- 2002: 1000 millones (por Canal 13).
- 2004: La niñera (por Telefé).
- 2005: ¿Quién es el jefe? (por Telefé).
- 2005: Amor Mío (por Telefé).
- 2006: Mujeres Asesinas, episodio «Pilar, esposa» (por Canal 13).
- 2007: La ley del amor (por Telefé), con Soledad Silveyra y Raúl Taibo: Amanda
- 2007: Hechizada (por Telefé).
- 2007: Mujeres de nadie - Primera temporada (por El Trece): Teresa

## Vida privada
Tuvo dos hijas gemelas: María Eugenia  y Eleonora Massa, y cuatro nietos: Federico, Martiniano, Francisco y Valentino.
A fines de los años 1980, Aller tuvo que trabajar como taxista en la ciudad de Buenos Aires:

Creo que la falta de trabajo es una cuestión matemática: un día te toca a vos, otro día a él y otro a mí. Y me tocó. Y fue duro pasar ese momento. En el taxi, la gente me decía que me conocía de algún lado y me hacía la sorda hasta que un día una señora insistió tanto que le dije: «Soy actriz». Y ella me retrucó: «Ah, claro y yo soy profesora de álgebra». Y ahí quedó la cosa.
Alicia Aller

Falleció el 9 de diciembre de 2008